# Kąty Wrocławskie
Kąty Wrocławskie là một thị trấn thuộc huyện Wrocławski, tỉnh Dolnośląskie ở miền tây nam Ba Lan. Thị trấn có diện tích 8 km². Đến ngày 1 tháng 1 năm 2011, dân số của thị trấn là 5678 người và mật độ 659 người/km².